# Mayon Kuipersová
Mayon Kuipersová (* 16. února 1988) je nizozemská rychlobruslařka.
Od mládí závodila především v nizozemských závodech a šampionátech. Ve Světovém poháru debutovala roku 2009, nestartovala v něm však příliš často. Prvního mezinárodního šampionátu se zúčastnila v roce 2018, kdy na Mistrovství Evropy získala stříbrnou medaili v týmovém sprintu.